# Nghể xuyên lá
Nghể xuyên lá hay còn gọi là rau má ngọ, thằn lằn quy, giang bản quy, thồm lồm gai (danh pháp khoa học: Polygonum perfoliatum) là một loài thực vật có hoa trong họ Rau răm. Loài này được L. miêu tả khoa học đầu tiên năm 1759.